# آبشار کوپر
آبشار کوپر (به انگلیسی: Waterfalls of the West Fork Foss River Valley) آبشاری است که در واشنگتن، ایالات متحده آمریکا واقع شده و ارتفاع کلی ریزشگاه آن ۱۲۰ تا ۱۴۰ فوت (۳۷ تا ۴۳ متر) است.